# Paqui
Francisco Nicolás Veza Fragoso ou Paqui (Alicante, 6 de dezembro de 1970) é um ex-futebolista profissional espanhol que atuava como defensor, foi campeão olímpico.